# Ptychopyxis philippina
Ptychopyxis philippina är en törelväxtart som beskrevs av Léon Camille Marius Croizat. Ptychopyxis philippina ingår i släktet Ptychopyxis och familjen törelväxter.
Artens utbredningsområde är Filippinerna. Inga underarter finns listade i Catalogue of Life.